# Guardians del cel

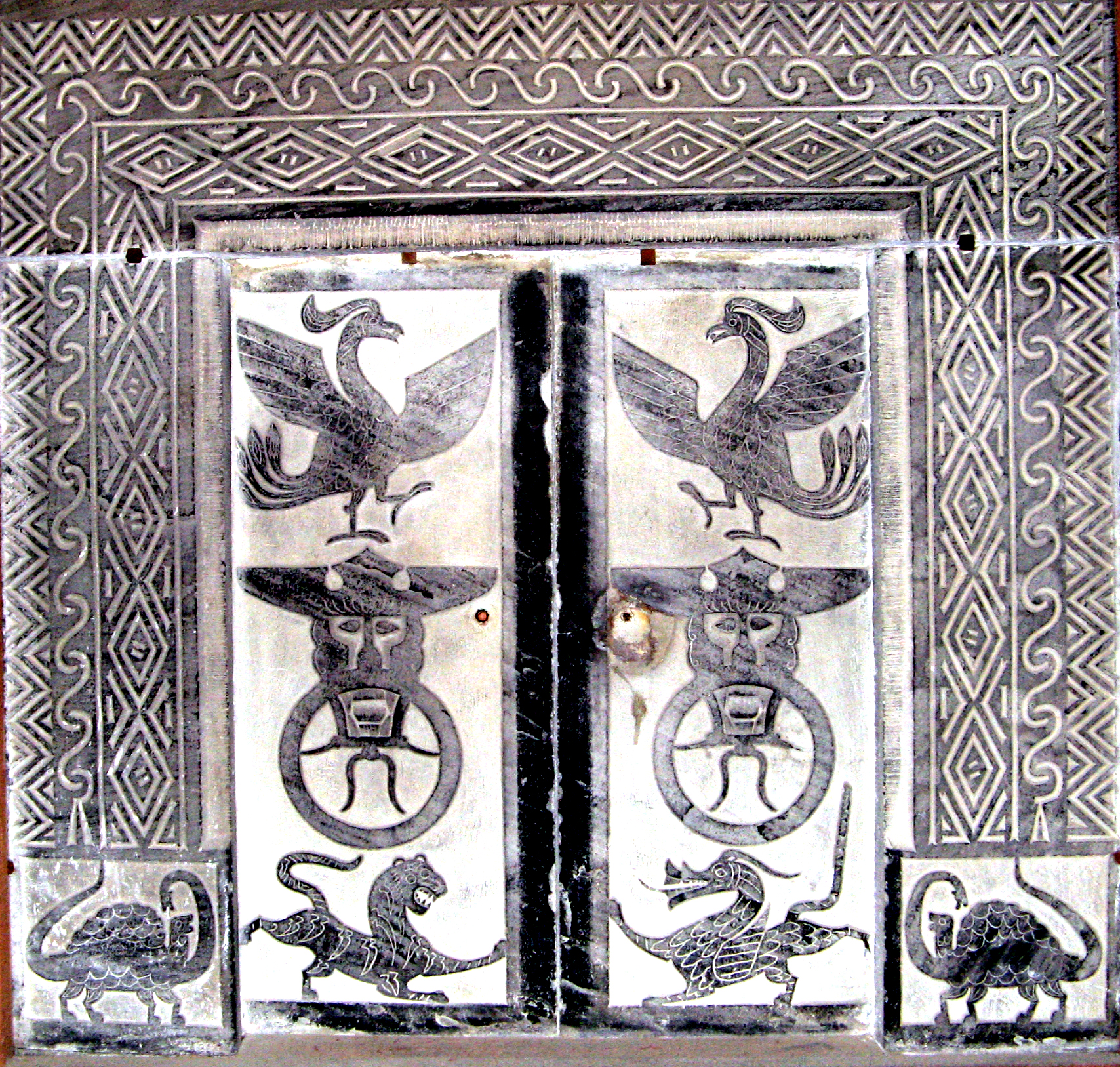
Representació xinesa dels Guardians del cel.

Els guardians del cel coneguts també com els quatre símbols, en la mitologia xinesa i, a imitació d'aquesta, la mitologia japonesa són les critarues mítiques guardians de cada punt cardinal del cel/firmament.

## Mitologia xinesa
En la mitologia xinesa, els guardians van patir una evolució.
La deessa Nu Wa lluità contra els dimonis de l'aigua i del foc per evitar la destrucció del món. La deessa guanyà però un pilar del es trencà. Ella el va reconstruir mentre creava les quatre criatures guardianes més d'un al mig per a mantindre l'harmonia. Les 5 criatures són establides com les guardianes dels cels:
- Al Sud, el fènix vermelló.
- Als vents freds del Nord, el xuan-bu o genbu, un híbrid de tortuga i serp
- A l'Est, el drac atzur, caracteritzat per la saviesa.
- A l'Oest, el tigre blanc, amo del metall i la tecnologia.
- El cinquè guardià és el Qilin, un unicorni virtuós i portador de la bona fortuna.

Amb el temps, en algunes regions de la Xina va desaparèixer la referència al Qilin.

## Mitologia japonesa
En la cultura japonesa, prengueren la creença dels guardians del cel xinesos canviant a l'Oest establint-hi el Qilin, amb els atributs del Qilin xinès sumats als del tigre blanc.